# Ursula Ulrich-Vögtlin

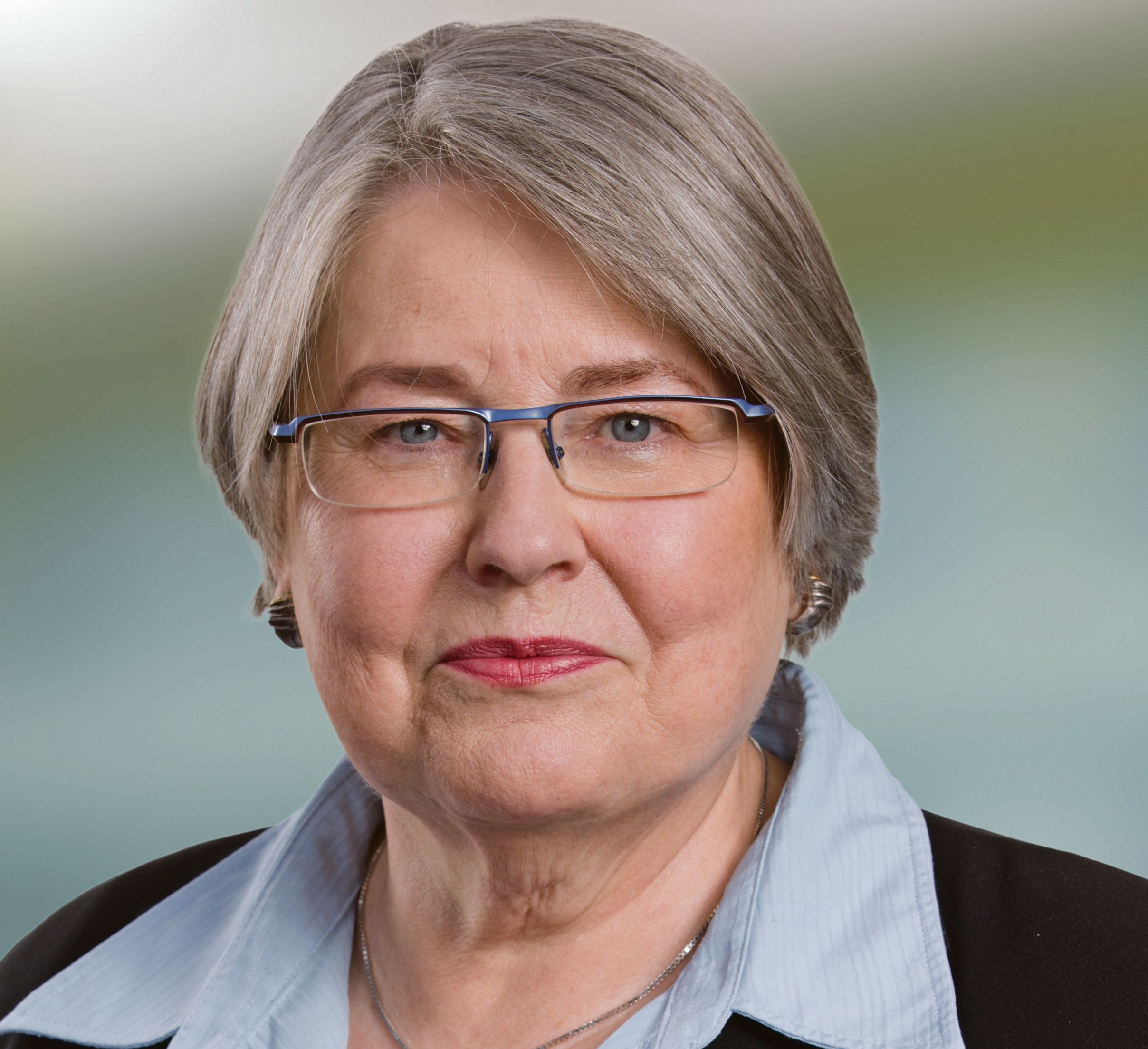
Ursula Ulrich-Vögtlin

Ursula Ulrich-Vögtlin (* 13. Juni 1947, Bürgerin von Läufelfingen, Olten und Lostorf) ist eine Schweizer Politikerin (SP).
Sie wurde 1973 als erste Frau ins Oltner Gemeindeparlament gewählt, damals auf der Liste der liberal-bürgerlichen Aktion Jugend und Politik AJP. 1983/1984 präsidierte sie das Gemeindeparlament.
Ulrich-Vögtlin sass von 1987 bis 1991 als erste SP-Politikerin für den Kanton Solothurn im Nationalrat. Sie war Kantonsrätin des Kantons Solothurn und Verfassungsrätin. Sie war Vizepräsidentin der SP Kanton Solothurn (Präsidentin a. i. 1987/1988) und Vizepräsidentin der Sozialdemokratischen Partei der Schweiz. 2015 kandidierte Ulrich-Vögtli für die Liste Senioren 60+ der Sozialdemokratischen Partei des Kantons Solothurn erneut für den Nationalrat.
Ursula Ulrich-Vögtlin arbeitete als Biologielehrerin und im Bundesamt für Gesundheit in verschiedenen Positionen. Sie ist pensioniert.